# クイト
座標: 南緯12度23分 東経16度56分 / 南緯12.383度 東経16.933度
クイト(KuitoまたはCuito)は、アンゴラ中央部のビエー州の州都。
2010年の人口は18万5302人。

## 歴史
オヴィンブンド人の王国の中心地で、ビエー王とソンゴ人のカハンダ王妃が建設したと言われている。
ビエー王は後にビエー州の由来になった。
オヴィンブンド人は近隣の部族を征服し、彼らを奴隷としてヨーロッパ人に売っていた。
1750年、ポルトガル人が新たに都市を建設した。
後にこの地域に家を建てたアントニオ・デ・シルヴァ・ポルトに因んで、シルヴァ・ポルトと名付けられた。
1900年代初頭、ビエー州の魅力的な気候に多くのポルトガル人入植者が引き寄せられた。
1914年までにベンゲラ鉄道が大西洋岸のロビトからクイトに到達した。
1960年代、ポルトガル陸軍黒人部隊の訓練施設が置かれ、ポルトガル領アンゴラのゲリラとの戦闘に貢献した。(ポルトガルの植民地戦争)
1975年、アンゴラが独立し、アンゴラ内戦が始まった。
ベンゲラ鉄道も破壊・分断された。
1993年1月6日、アンゴラ内戦の中でアンゴラ全面独立民族同盟(UNITA)がクイトを9ヶ月に渡って封鎖し、戦闘と飢餓によって3万人以上が殺害された。
1998年、アンゴラ全面独立民族同盟は再びクイトを封鎖し、火器や戦車を用いて占領を試みた。
2002年、アンゴラ内戦が終結した。
2012年、中国鉄建によってロビト⇔クイト間のベンゲラ鉄道が復旧した。
2013年、ベンゲラ鉄道がコンゴ民主共和国との国境近くのルアウまで到達した。
2014年8月、ベンゲラ鉄道が復旧。営業を再開。。

## 気候
| クイトの気候           | クイトの気候 | クイトの気候 | クイトの気候 | クイトの気候 | クイトの気候 | クイトの気候 | クイトの気候 | クイトの気候 | クイトの気候 | クイトの気候 | クイトの気候 | クイトの気候 | クイトの気候  |
| 月                     | 1月          | 2月          | 3月          | 4月          | 5月          | 6月          | 7月          | 8月          | 9月          | 10月         | 11月         | 12月         | 年            |
| ---------------------- | ------------ | ------------ | ------------ | ------------ | ------------ | ------------ | ------------ | ------------ | ------------ | ------------ | ------------ | ------------ | ------------- |
| 最高気温記録 °C （°F） | 29 (84)      | 28 (82)      | 28 (82)      | 29 (84)      | 28 (82)      | 27 (81)      | 27 (81)      | 30 (86)      | 31 (88)      | 31 (88)      | 29 (84)      | 28 (82)      | 31 (88)       |
| 平均最高気温 °C （°F） | 25 (77)      | 24 (75)      | 24 (75)      | 24 (75)      | 24 (75)      | 23 (73)      | 24 (75)      | 26 (79)      | 28 (82)      | 26 (79)      | 24 (75)      | 23 (73)      | 25 (77)       |
| 日平均気温 °C （°F）   | 19 (66)      | 19 (66)      | 19 (66)      | 18 (64)      | 17 (63)      | 14 (57)      | 15 (59)      | 17 (63)      | 20 (68)      | 19 (66)      | 19 (66)      | 18 (64)      | 18 (64)       |
| 平均最低気温 °C （°F） | 14 (57)      | 14 (57)      | 15 (59)      | 13 (55)      | 10 (50)      | 6 (43)       | 7 (45)       | 9 (48)       | 12 (54)      | 13 (55)      | 14 (57)      | 14 (57)      | 12 (54)       |
| 最低気温記録 °C （°F） | 3 (37)       | 7 (45)       | 5 (41)       | 0 (32)       | −1 (30)      | −5 (23)      | 0 (32)       | 0 (32)       | 3 (37)       | 6 (43)       | 6 (43)       | 5 (41)       | −5 (23)       |
| 降水量 mm （inch）     | 193 (7.6)    | 196 (7.72)   | 203 (7.99)   | 76 (2.99)    | 10 (0.39)    | 0 (0)        | 0 (0)        | 3 (0.12)     | 23 (0.91)    | 109 (4.29)   | 193 (7.6)    | 221 (8.7)    | 1,227 (48.31) |
| 出典：weatherbase.com  |              |              |              |              |              |              |              |              |              |              |              |              |               |

## 交通

### 鉄道
- ベンゲラ鉄道中央線：ロビト(大西洋の港)…⇔クンヒンガ（英語版）⇔クイト⇔カタボラ（英語版）⇔…ルアウ⇔ディロロ（英語版）(コンゴ民主共和国)

### 空港
- クイト空港（英語版）